# Dh
Dh är en digraf som används i det albanska alfabetet, swahiliska alfabetet och ortografin i det återupplivade korniska alfabetet för tonande dental frikativa / ð /. De första exemplen på den här digrafen är från Strasbourg-ederna, den tidigaste franska texten, där den betecknar samma ljud / ð /. I tidig traditionell korniska användes ⟨Ȝ⟩ (yogh), och senare ⟨th⟩, för detta ändamål. Edward Lhuyd krediteras för att ha introducerat digrafen till kornisk ortografi 1707 i sin Archaeologia Britannica. I irländsk ortografi representerar den den uttryckta frikativt g / ɣ / eller palatal approximanten / j /.